# گردن (فیلم)
«گردن» (انگلیسی: Neck (film)) فیلمی در ژانر کمدی ترسناک است که در سال ۲۰۱۰ منتشر شد. از بازیگران آن می‌توان به ساکی آیبو، چیاکی کوری‌یاما، و آیاکا کوماتسو اشاره کرد.